# الدوري الشمالي لكرة القدم 1920–21
الدوري الشمالي لكرة القدم 1920–21 (بالإنجليزية: 1920–21 Northern Football League)‏ هو موسم من الدوري الشمالي لكرة القدم ‏. فاز فيه بيشوب أوكلاند ‏.